# Avenue de la Porte-de-Saint-Cloud
L'avenue de la Porte-de-Saint-Cloud est une voie du 16e arrondissement de Paris, en France.

## Situation et accès
L'avenue de la Porte-de-Saint-Cloud est une voie située dans le 16e arrondissement de Paris. Elle débute place de la Porte-de-Saint-Cloud et se termine au 47, avenue Ferdinand-Buisson et 2, rue du Commandant-Guilbaud, dans l'axe de la route de la Reine à Boulogne-Billancourt.

## Origine du nom

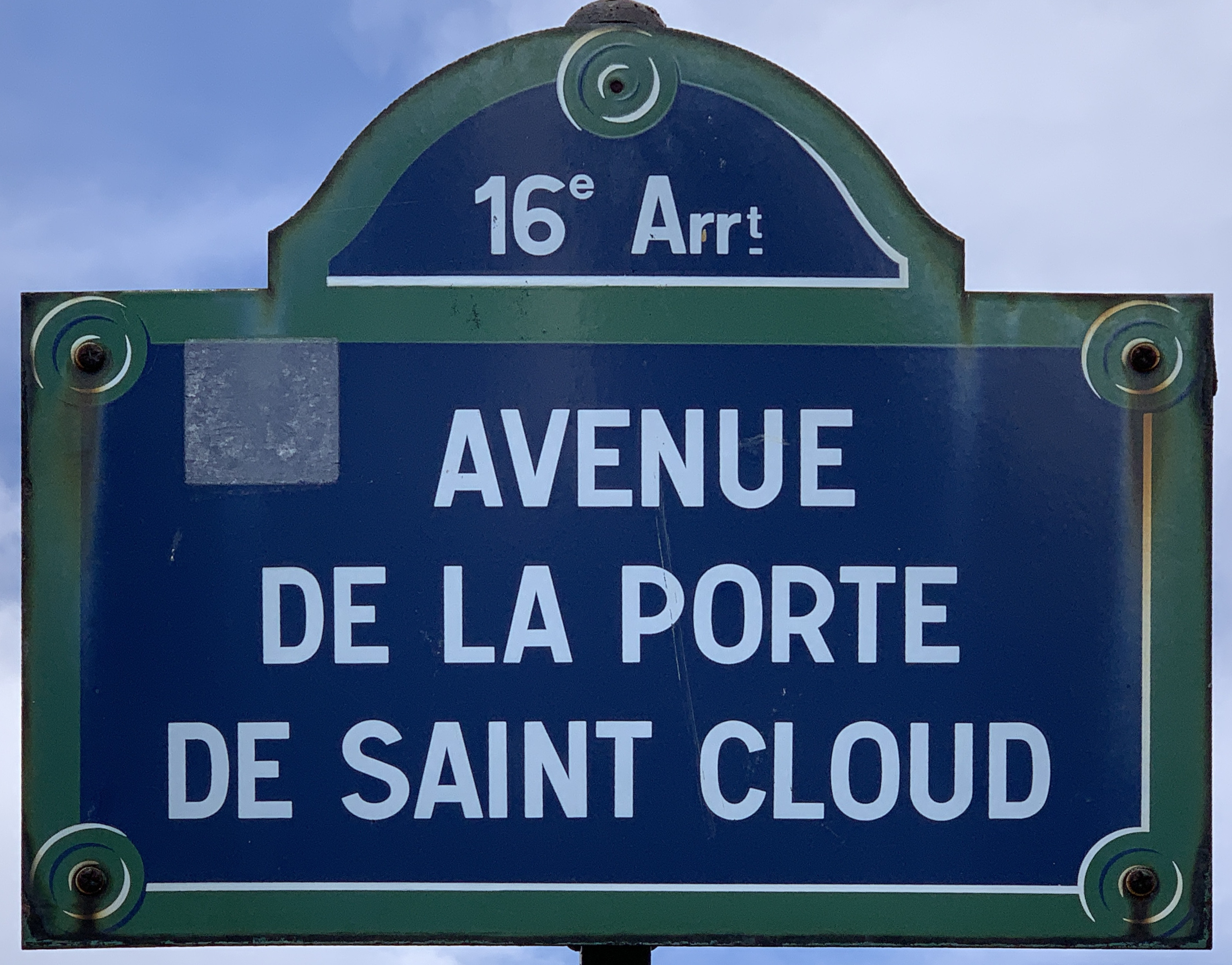
Plaque de l'avenue.

Elle porte ce nom car elle est située en partie sur l'emplacement de l'ancienne porte de Saint-Cloud de l'enceinte de Thiers à laquelle elle mène.

## Historique
Cette avenue, initialement une partie de la « route départementale no 2 » et de l'« avenue de la Reine » (aujourd'hui route de la Reine), était située sur le territoire de la commune de Boulogne-Billancourt annexé à Paris par décret du 3 avril 1925. Elle a pris sa dénomination actuelle par un arrêté du 11 août 1930.